# Vila Marim (Vila Real)
Vila Marim és una freguesia portuguesa del municipi de Vila Real, amb 23,21 km² d'àrea i 1.742 habitants (al 2011), situada al vessant est de la serra d'Alvão. De les 20 freguesies del municipi resultants de la reorganització administrativa del 2012-2013, és la 8a en àrea, la 10a en població resident i la 12a en densitat de població (75,1 hab/km²). El seu nom deriva del nom romà Marinus.
Inclou en el seu territori aquests llogarets: Agarez, Arnal, Galegos da Serra, Muas, Quintela, Ramadas i Vila Marim (seu).
L'extrem sud-est de la freguesia, que en confronta amb les de Parada de Cunhos i Vila Real, situat a la rodalia de l'Hospital de Vila Real (Lordelo), s'ha fet suburbà, inserit en el perímetre periurbà de la ciutat de Vila Real. El llogaret d'Arnal és dins el Parc Natural d'Alvão.

## Població
| Població parroquial de Vila Marim (des de 1801) | Població parroquial de Vila Marim (des de 1801) | Població parroquial de Vila Marim (des de 1801) | Població parroquial de Vila Marim (des de 1801) | Població parroquial de Vila Marim (des de 1801) | Població parroquial de Vila Marim (des de 1801) | Població parroquial de Vila Marim (des de 1801) | Població parroquial de Vila Marim (des de 1801) | Població parroquial de Vila Marim (des de 1801) | Població parroquial de Vila Marim (des de 1801) | Població parroquial de Vila Marim (des de 1801) | Població parroquial de Vila Marim (des de 1801) | Població parroquial de Vila Marim (des de 1801) | Població parroquial de Vila Marim (des de 1801) | Població parroquial de Vila Marim (des de 1801) | Població parroquial de Vila Marim (des de 1801) | Població parroquial de Vila Marim (des de 1801) |
| 1801                                            | 1849                                            | 1864                                            | 1878                                            | 1890                                            | 1900                                            | 1911                                            | 1920                                            | 1930                                            | 1940                                            | 1950                                            | 1960                                            | 1970                                            | 1981                                            | 1991                                            | 2001                                            | 2011                                            |
| ----------------------------------------------- | ----------------------------------------------- | ----------------------------------------------- | ----------------------------------------------- | ----------------------------------------------- | ----------------------------------------------- | ----------------------------------------------- | ----------------------------------------------- | ----------------------------------------------- | ----------------------------------------------- | ----------------------------------------------- | ----------------------------------------------- | ----------------------------------------------- | ----------------------------------------------- | ----------------------------------------------- | ----------------------------------------------- | ----------------------------------------------- |
| 919                                             | 1 151                                           | 1 210                                           | 1 249                                           | 1 323                                           | 1 463                                           | 1 534                                           | 1 428                                           | 1 466                                           | 1 701                                           | 1 461                                           | 1 804                                           | 1 694                                           | 1 863                                           | 1 711                                           | 1 690                                           | 1 742                                           |

| Distribució demogràfica per grups d'edat el 2001 i 2011 | Distribució demogràfica per grups d'edat el 2001 i 2011 | Distribució demogràfica per grups d'edat el 2001 i 2011 | Distribució demogràfica per grups d'edat el 2001 i 2011 | Distribució demogràfica per grups d'edat el 2001 i 2011 | Distribució demogràfica per grups d'edat el 2001 i 2011 | Distribució demogràfica per grups d'edat el 2001 i 2011 | Distribució demogràfica per grups d'edat el 2001 i 2011 | Distribució demogràfica per grups d'edat el 2001 i 2011 | Distribució demogràfica per grups d'edat el 2001 i 2011 |
| ------------------------------------------------------- | ------------------------------------------------------- | ------------------------------------------------------- | ------------------------------------------------------- | ------------------------------------------------------- | ------------------------------------------------------- | ------------------------------------------------------- | ------------------------------------------------------- | ------------------------------------------------------- | ------------------------------------------------------- |
| Idade                                                   | 0-14                                                    | 15-24                                                   | 25-64                                                   | > 65                                                    |                                                         | 0-14                                                    | 15-24                                                   | 25-64                                                   | > 65                                                    |
| 2001                                                    | 282                                                     | 265                                                     | 910                                                     | 233                                                     |                                                         | 16,7%                                                   | 15,7%                                                   | 53,8%                                                   | 13,8%                                                   |
| 2011                                                    | 268                                                     | 202                                                     | 949                                                     | 323                                                     |                                                         | 15,4%                                                   | 11,6%                                                   | 54,5%                                                   | 18,5%                                                   |

## Història
La presència humana al territori de Vila Marim és atestada des de la prehistòria per dues destrals de pedra asclada que daten del Paleolític (fa més de 10.000 anys), trobades al castre d'Agarez, les restes de muralla del qual foren destruïdes a la dècada del 1970. Hi ha també vestigis arqueològics posteriors (neolític, Imperi Romà).
El document més antic conegut en què es refereixen llocs de la freguesia —Quintela i Refontoura (llogaret actualment integrat en Vila Marim)— data del 1077.
Vila Marim va rebre fur d'Alfons III, datat del 9 de juliol del 1252. A partir del 1291, però, la seua història està connectada a Vila Real, manada poblar el 1289 i al terme de la qual passà a pertànyer: la parròquia de la seu del terme (Sâo Dinis) va continuar depenent eclesiàsticament de Santa Marina de Vila Marim fins a l'inici del segle XIV.
L'Orde de Malta hi posseïa béns importants, és per això que el blasó d'armes llueix la creu de vuit puntes d'aquell antiquíssim orde religiosomilitar.

## Patrimoni cultural construït
- Torre de Quintela
- Església parroquial de Vila Marim amb frescs quatrecentistes i cinccentistes

## Patrimoni natural
- Cascada d'Agarez
- Cascada de Galegos da Serra